# 第三世哲布尊丹巴呼图克图
哲布尊丹巴·伊什丹巴尼玛（藏語：ཡེ་ཤེས་བསྟན་པའི་ཉི་མ，威利转写：ye shes bstan pa'i nyi ma；1756年11月12日—1773年11月5日），第三世哲布尊丹巴呼图克图，外蒙古藏传佛教的主要活佛。加上佛教传说的十五世，又称十八世。
出身藏族，西康（喀木）理塘领主丹津衮布的儿子。第二世哲布尊丹巴呼图克图入寂后，乾隆帝怕喀尔喀王公因为争献灵童纷争，防止哲布尊丹巴权力过重，决定以後的在西康的理塘转世。乾隆二十八年，乾隆命蒙古王公迎接。至热河，乾隆接见，三世章嘉为他授出离戒，沙弥戒。从多伦到库伦升法座。因为他年幼，由库伦办事大臣处理呼图克图事务。乾隆三十年（1765年）扩建广教寺。1766年，在科布多筹建新寺院。次年奉旨在库伦额尔德尼裔卓特巴衙门设立大喇嘛，创立大法会制度。三十八年（1773年）在库伦入寂，龛座供奉在库伦甘丹寺。